# Teddy Pilette
Pour les articles homonymes, voir Pilette.
Théodore Pilette, dit Teddy Pilette, né le 26 juillet 1942 à Bruxelles, est un pilote automobile belge. Il est le petit-fils de Théodore Pilette, qui a remporté la Course de côte de Malchamps en 1912 sur Mercedes 16/45 « Knight » et qui s'est notamment classé 5e des 500 miles d'Indianapolis 1913, et le fils d'André Pilette, pilote entre 1951 et 1964. Teddy Pilette a connu la réussite en voitures de sport et monoplaces, mais pas en Formule 1.

## Biographie

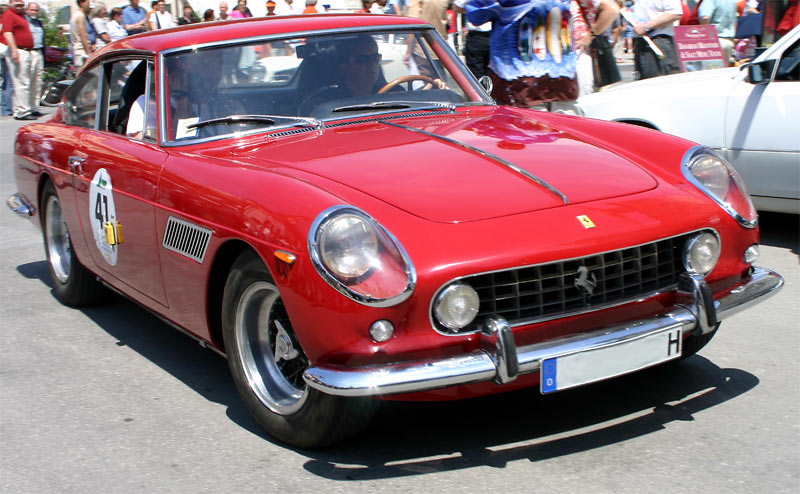
La 250 GTE Pininfarina à Salzbourg, conduite par Teddy Pilette

Teddy Pilette commence sa carrière en sport mécanique par le karting. Il se fait remarquer par Jim Russell et intègre son école de pilotage. Cette expérience lui permet de jouer dans les films Grand Prix et Le Mans. Il s'engage ensuite en Formule Junior avec l'écurie Abarth Corse en Sport où, en 1963, il remporte avec Hans Herrmann les 500 km du Nürburgring, un mois après une victoire en DARM sur le circuit de Solitude avec son Abarth-Simca 1300 GT.
En 1965, il gagne le championnat belge de voitures de sport puis finit troisième des 24 Heures de Spa la saison suivante. En 1967, Pilette signe avec l'écurie belge Racing Team VDS pour laquelle il gagne une course à Jarama en 1969 et surtout en 1970 les Coupes de l'ACIF à Montlhéry puis avec Gustave Gosselin les 500 kilomètres de Vila Real en 1970 sur une Lola T70 MkIIIb. Entre-temps il a remporté les Coupes de Benelux et le Trophée de la mer du Nord en 1968 sur Alfa Romeo T33/2 avec VSD.
Il retrouve la monoplace à partir de 1971 en terminant deuxième sur le Nurburgring à bord d'une McLaren M8C sur 300 kilomètres puis en s'engageant en Formule 5000. Il en remporte le championnat britannique en 1973 (en fait organisé avec des circuits européens) sur une Chevron B24 et une Mc Laren M18, à moteur Chevrolet du team VSD, et il récidive en 1975, cette fois avec une Lola T400-Chevrolet, toujours pour le Racing Team VSD.

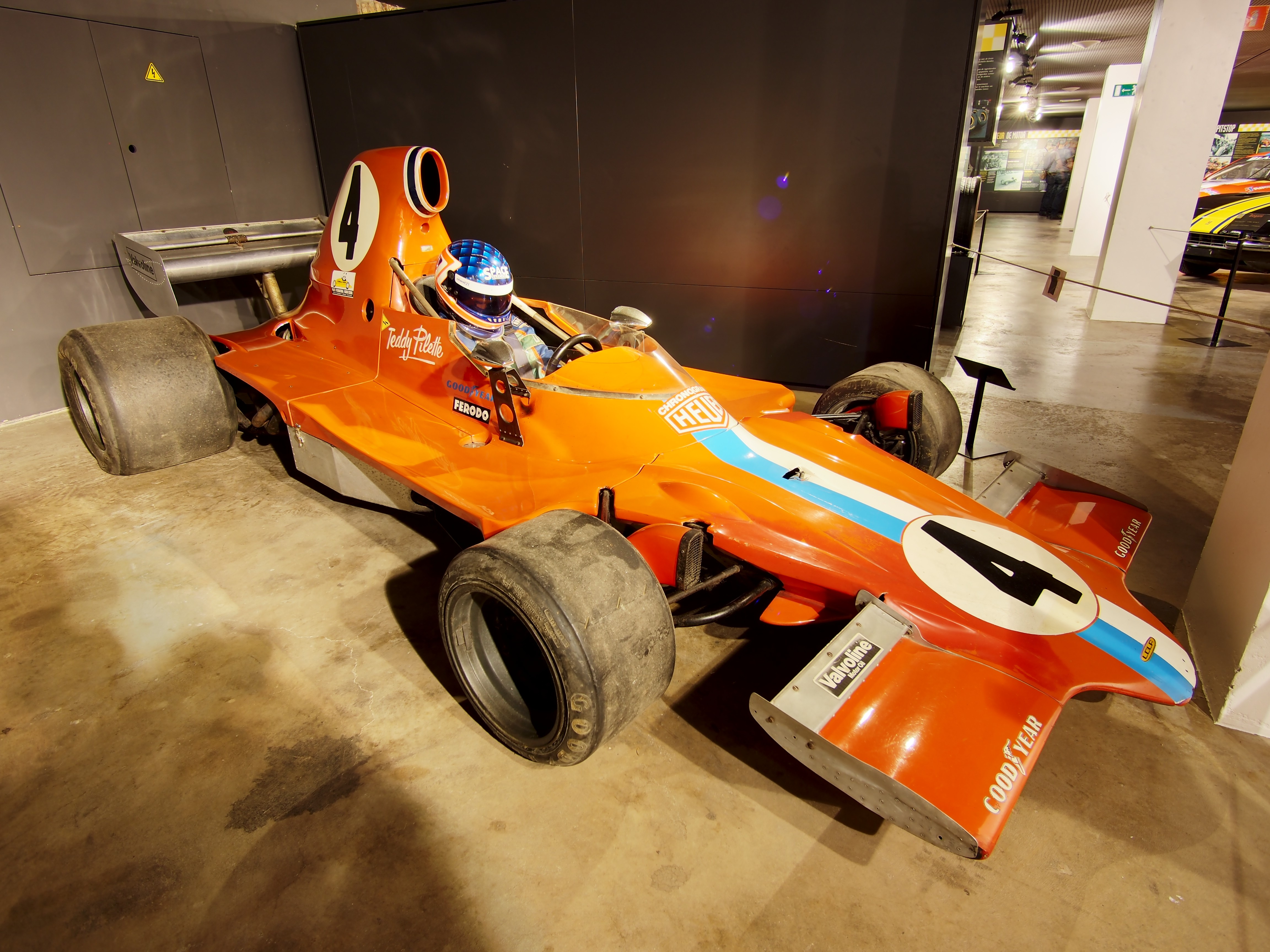
La Lola T400 pilotée par Teddy Pilette en 1975.

En 1974, après deux Grands Prix hors-championnat avec des Chevron B24 et B28, Pilette accède à la Formule 1 pour son Grand Prix national. Au volant de la Brabham BT42, il se qualifie à la vingt-septième place sur les 31 disponibles, à quatre secondes du poleman Clay Regazzoni ; il termine 17e et dernier sous le drapeau à damier, à quatre tours du vainqueur Emerson Fittipaldi.
Il revient en force en Formule Tasmane (championnat océanien de Formule 1 dont il dispute déjà toutes les épreuves en 1972), où il remporte l'épreuve de Surfers Paradise en 1974 après une deuxième place au Grand Prix de Nouvelle-Zélande (le Lady Wigram Trophy, derrière John McCormack), terminant troisième ex æquo du championnat avec sa Chevron B24. En 1977, il réapparaît en Formule 1 au volant d'une BRM P207 de l'équipe Stanley BRM, écurie de fond de grille. Il participe à quatre épreuves (Allemagne, Autriche, Pays-Bas et Italie) mais rate à trois reprises sa qualification et déclare forfait sur l'Osterreichring, sa voiture étant indisponible. La même année, il participe aux 500 miles d'Indianapolis 1977, mais ne parvient pas à se qualifier.
En 1978, il abandonne la Formule 1 après une saison vierge en championnat britannique Aurora AFX, mais il se console en remportant les 24 heures de Spa (17 participations entre 1964 et 1987), au volant d'une Ford Capri. En 1982, il est dixième des 1 000 kilomètres de Spa, avec une Porsche 935.
Il participe à huit reprises aux 24 Heures du Mans entre 1968 et 1987 (délai de neuf ans entre ses deux dernières courses), obtenant une huitième |place en 1972 (avec Derek Bell et Richard Bond (de)), et une douzième en 1975 (avec Jean-Claude Andruet et Hugues de Fierlant), avec des Ferrari 365 GT.
En 1992, il crée la Pilette Speed Tradition Formula Ford team et construit, en 1994, la Pilette F3 qui dispute le championnat allemand de Formule 3 avec Paolo Coloni (en) au volant. Rapidement dépassée, la monoplace est mise au rebut. Aujourd'hui, Teddy Pilette continue à piloter des VEC et s'occupe de l'école de pilotage fondée par son père.

## Résultats en championnat du monde de Formule 1
| Saison | Écurie                        | Châssis | Moteur      | Pneus    | GP disputés | Points inscrits | Classement |
| ------ | ----------------------------- | ------- | ----------- | -------- | ----------- | --------------- | ---------- |
| 1974   | Motor Racing Developments Ltd | BT42    | Cosworth V8 | Goodyear | 1           | 0               | n.c.       |
| 1977   | Stanley BRM                   | P207    | BRM V12     | Goodyear | 0           | 0               | n.c.       |

## Victoires en F5000
- 1973 : Outon Park et Brands Hatch;
- 1975 : Mallory Park 1 et 2, Thruxton et Snetterton.

## Résultats aux 24 heures du Mans
| Année | Équipe               | Voiture           | Équipiers                              | Résultat |
| ----- | -------------------- | ----------------- | -------------------------------------- | -------- |
| 1968  | Racing Team VDS      | Alfa Romeo T33/2  | Rob Slotemaker                         | Abandon  |
| 1969  | Racing Team VDS      | Alfa Romeo T33/2  | Rob Slotemaker                         | Abandon  |
| 1970  | Racing Team VDS      | Lola T70 MkIII B  | Gustave Gosselin                       | Abandon  |
| 1971  | Racing Team VDS      | Lola T70 MkIII B  | Gustave Gosselin                       | Abandon  |
| 1972  | Écurie Francorchamps | Ferrari 365 GTB/4 | Derek Bell Richard Bond                | 8e       |
| 1975  | Écurie Francorchamps | Ferrari 365 GTB/4 | Hugues de Fierlant Jean-Claude Andruet | 12e      |
| 1978  | Écurie Francorchamps | Ferrari 512 BB    | Raymond Touroul Jean Beurlys           | Abandon  |
| 1987  | Dahm Cars Racing     | Argo JM19         | Jean-Paul Libert Peter Fritsch         | Abandon  |

## Records
- Recordman du monde des 5 000 miles, 10 000 kilomètres, 48 heures et 72 heures, en 1963 en compagnie de Pascal Ickx et de Mario Poltronieri, pour le compte de l'écurie de Carlo Abarth, au volant d'une Fiat 2300 S[3].

## Distinction
- Champion de Belgique des conducteurs, titre décerné par le Royal automobile Club de Belgique (RACB): 1975, pour ses 4 victoires en F5 essentiellement.